# Frederick Stuart (homme politique britannique)
Frederick Stuart (24 septembre 1751 - 17 mai 1802) est un homme politique et un employé de la Compagnie britannique des Indes orientales .

## Biographie
Il est le troisième fils de John Stuart (3e comte de Bute) et de son épouse Mary Wortley Montagu. Lord Bute devient Premier ministre du Royaume-Uni (1762-1763) sous George III. Il étudie au Winchester College et à Christ Church, Oxford, avant de s'enfuir brièvement à Paris. Décrit comme le "mouton noir de la famille" , son père obtient pour lui une place d'écrivain à la Compagnie britannique des Indes orientales en 1769, ce qui est inhabituel pour une famille occupant un tel rang dans la société. Il travaille au Bengale et se lie d'amitié avec Warren Hastings qui lui confie une mission auprès du Nawab d'Arcot.
Après son retour d'Inde en 1775, Stuart entre au Parlement, représentant les intérêts familiaux d'Ayr Burghs après une élection partielle en 1776. Aucun siège ne lui est proposé en 1780. Endetté, il s’enfuit à Paris en 1782. Son frère, John Stuart (1er marquis de Bute) lui fournit un refuge et le ramène au parlement en 1796 pour représenter les intérêts familiaux de Buteshire. Il n'y a aucune preuve d'activité parlementaire et il meurt, célibataire, le 17 mai 1802 à Londres .